# 指裂细口团扇蕨
指裂细口团扇蕨（学名：Crepidomanes digitatum）为膜蕨科假脉蕨属下的一个种。